# Морган, Джордан
Джордан Даниел Морган (англ. Jordan Daniel Morgan; род. 15 сентября 1991, Военно-воздушная база Скотт, штат Иллинойс, США) — американский и словенский профессиональный баскетболист, играющий на позиции центрового.

## Карьера

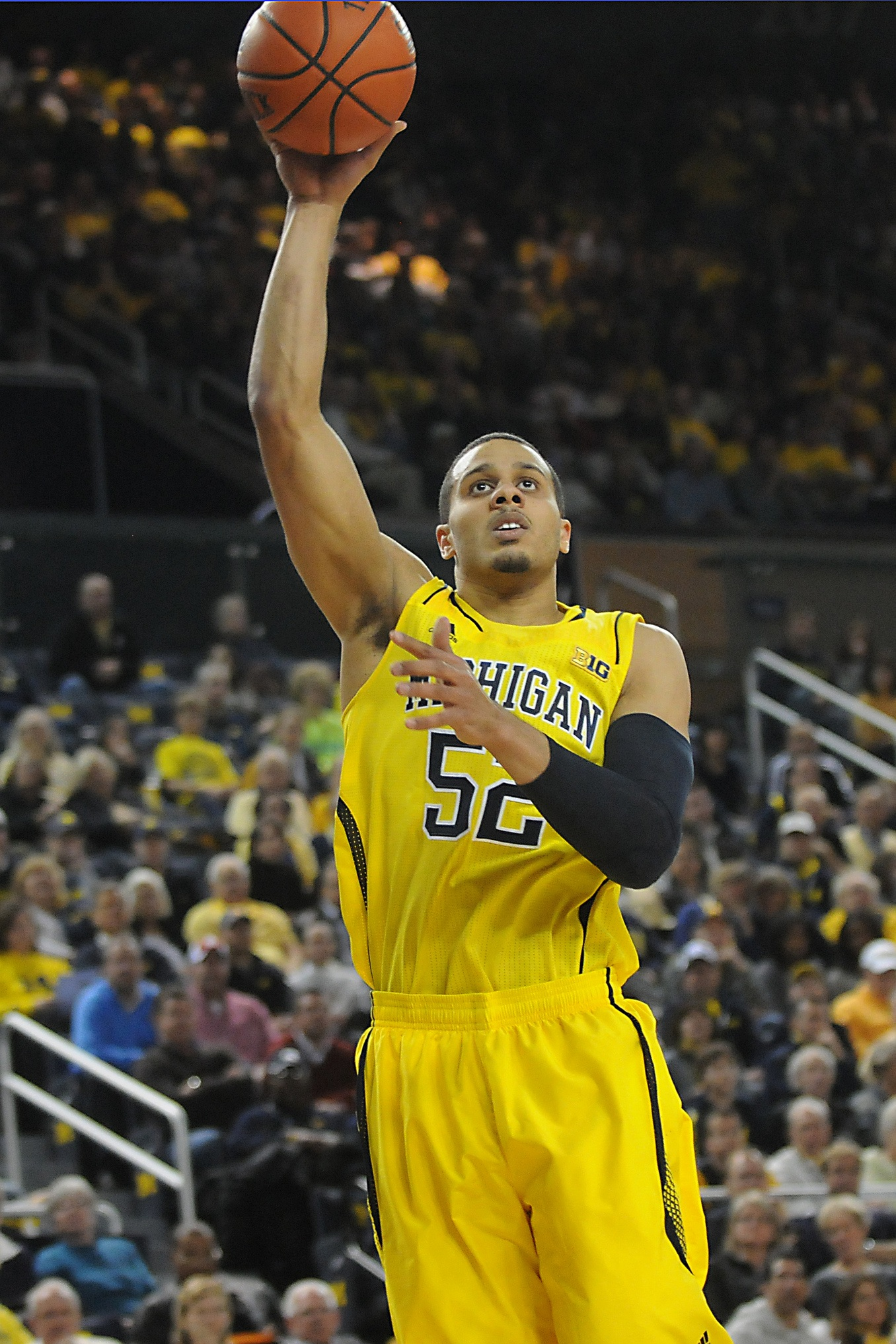
Джордан Морган в составе «Мичиган Вулверинс»

Первый сезон студенческой карьеры в составе команды Мичиганского университета Морган не доиграл из-за травмы колена.
Не став выбранным на драфте НБА 2014 года Морган принял участие в Летней лиге НБА в составе «Миннесоты Тимбервулвз».
В июле 2014 года Морган подписал контракт с римским «Виртусом». В 34 играх статистика Джордана составила 8,1 очка и 6,5 подбора.
Сезон 2015/2016 Морган начинал в «Эрмин Нант». В 14 матчах Джордан набирал 9,3 очка и 5,8 подбора в среднем за игру.
В январе 2016 года Морган перешёл в «Пари-Леваллуа», но в марте покинул французский клуб и продолжил карьеру в «Кантон Чардж».
В августе 2016 года Морган стал игроком «Кимиса». В чемпионате Греции статистика Джордана составила в 11,6 очка и 9 подборов в среднем за игру.
В июле 2017 года Морган подписал 1-летний контракт с «Олимпией» (Любляна).
В сезоне 2019/2020 Морган выступал за «Пинар Каршияку». В чемпионате Турции Джордан набирал 12,5 очка, 7,4 подбора, 1,5 передачи и 1,0 перехвата в среднем за игру. В Кубке Европы ФИБА его статистика составила 15,5 очка, 7 подбора и 0,9 передачи.
В июне 2020 года Морган перешёл в УНИКС. В составе команды Джордан стал серебряным призёром Еврокубка. В Единой лиге ВТБ Морган также стал серебряным призёром. В 20 матчах турнира его статистика составила 9,3 очка, 4,8 подбора и 1,1 передачи в среднем за игру.
В январе 2022 года Морган продолжил карьеру в «Рейер Венеции».
Сезон 2022/2023 Морган начинал в «Локомотиве-Кубань». В 16 матчах Единой лиги ВТБ Джордан набирал 6,2 очка, 4,0 подбора, 0,8 передачи, 0,6 перехвата и 0,4 блок-шота.
В декабре 2023 года Морган перешёл в АЕК.

## Достижения
- Серебряный призёр Еврокубка: 2020/2021
- Серебряный призёр Единой лиги ВТБ: 2020/2021
- Серебряный призёр Суперкубка Единой лиги ВТБ: 2023
- Чемпион Словении: 2017/2018
- Серебряный призёр чемпионата России: 2020/2021
- Обладатель Суперкубка Словении: 2017